# Cornbread (Lee Morgan)
Cornbread è un album di Lee Morgan, pubblicato dalla Blue Note Records nel marzo del 1967. Il disco fu registrato il 18 settembre 1965 al Van Gelder Studio di Englewood Cliffs, New Jersey (Stati Uniti).

## Tracce
Lato A
1. Cornbread – 9:00 (Lee Morgan)
2. Our Man Higgins – 8:50 (Lee Morgan)

Lato B
1. Ceora – 6:20 (Lee Morgan)
2. Ill Wind – 7:55 (Ted Koehler, Harold Arlen)
3. Most Like Lee – 6:45 (Lee Morgan)

## Musicisti
- Lee Morgan - tromba
- Jackie McLean - sassofono alto (tranne brani: B1 e B2)[2]
- Hank Mobley - sassofono tenore
- Herbie Hancock - pianoforte
- Larry Ridley - contrabbasso
- Billy Higgins - batteria